# Чампакі
Чампакі́ (ісп. Champaquí) — найвища точка аргентинської провінції Кордова, що знаходиться на заході провінції у масиві Сьєрра-де-Кордова і має висоту 2790 м над рівнем моря.
Західні схили гори круті, східні більш пологі. Поблизу вершини Чампакі знаходиться невелике озеро, від якого походить назва гори, яка з індіанської мови комечінгон перекладається як «Вода на вершині».
Чампакі знаходиться на південному кордоні пампи і проголошена пам'яткою природи.